# Belle Mont
Belle Mont es una histórica casa de plantación de estilo jeffersoniano ubicada cerca de Tuscumbia en el condado de Colbert, Alabama. Fue agregado al Registro Nacional de Lugares Históricos el 23 de febrero de 1982, debido a su importancia arquitectónica.

## Historia
Belle Mont fue construida entre 1828 y 1832 para el Dr. Alexander W. Mitchell, nativo de Virginia. Mitchell, un graduado de la Universidad de Edimburgo, también fue uno de los primeros plantadores y esclavistas a gran escala en el área. Mitchell vendió los 1680 acre (679,9 ha) a otro nativo de Virginia, Isaac Winston, en 1833. Permaneció en la familia Winston hasta 1941. La casa y 33 acres (13,4 ha) fueron donados a la Comisión Histórica de Alabama en 1983. Ha sido objeto de una restauración gradual desde ese momento y actualmente funciona como una casa museo histórica.

## Descripción
Considerado por los estudiosos de la arquitectura como un claro ejemplo de la influencia jeffersoniana en la arquitectura de los recientes Estados Unidos, Belle Mont es uno de los pocos ejemplos supervivientes de la arquitectura jeffersoniana en el sur profundo. Construido en ladrillo rojo, presenta una sección central elevada de dos pisos con alas flanqueantes de un piso. Las alas laterales se proyectan hacia la parte trasera en forma de U, formando un patio trasero semicerrado.